# Бохенець (Куявсько-Поморське воєводство)
Бохенець (пол. Bocheniec) — село в Польщі, у гміні Радомін Ґолюбсько-Добжинського повіту Куявсько-Поморського воєводства.
Населення — 260 осіб (2011).
У 1975-1998 роках село належало до Торунського воєводства.

## Демографія
Демографічна структура станом на 31 березня 2011 року:
|          | Загалом | Допрацездатний вік | Працездатний вік | Постпрацездатний вік |
| -------- | ------- | ------------------ | ---------------- | -------------------- |
| Чоловіки | 121     | 24                 | 86               | 11                   |
| Жінки    | 139     | 29                 | 82               | 28                   |
| Разом    | 260     | 53                 | 168              | 39                   |